# Värdepappersmarknad
Värdepappersmarknaden, ofta kallad den finansiella marknaden eller de finansiella marknaderna, är en del av kapitalmarknaden. Den omfattar aktiemarknaden, räntemarknaden och derivatmarknaden, dvs vissa former av handel med finansiella instrument. 

## Regleringar
Värdepappersmarknaden har sedan början av 1980-talet varit föremål för omfattande reglering. Regleringsaktiviteten kan bara jämföras med de regleringar som infördes i USA i början av 1930-talet efter det finansiella sammanbrottet 1929. Regleringarna som införts beskriver sådant som hur marknaden skall organiseras, hur aktörerna på marknaden skall agera i olika situationer och vad som är förbjudet. Förutom den ökade mängden av regleringar är en annan trend att den nationella och den internationella regleringen alltmer kommit att flyta ihop. Det hänger ihop med marknadens internationella karaktär. 
I många länder, särskilt de anglosaxiska men också i Sverige, finns också en tradition av självreglering. En drivkraft till denna självreglering är att de som använder värdepappersmarknaden i sin yrkesmässiga rörelse är beroende av att den fungerar väl och är tillförlitlig. En marknad som omsätter så stora belopp som värdepappersmarknaden är extra beroende av kundernas och allmänhetens förtroende. 

## Framväxten av värdepappersmarknad[2]
- 1980 introducerades Bankcertifikat. Bankerna kunde därmed låna med fast ränta och minska ränterisken.
- 1982 introducerades Statsskuldväxeln (SSVX). Staten kunde därmed låna direkt från företag i stället för bankerna.
- 1983 utsträcktes SSVX-konceptet till Kommuncertifikat, Företagscertifikat och Marknadsbevis (det sistnämnda utgavs av finansbolag för att finansiera utlåning till fastigheter).
- 1983 emitterades Statsobligationer som kallades riksobligation 1001 med förfall 1987. Bostadsobligationer emitterades av Bostadsfinansieringsinstituten.